# Mecistocephalus sulcicollis
Mecistocephalus sulcicollis är en mångfotingart som beskrevs av Tömösváry 1885. Mecistocephalus sulcicollis ingår i släktet Mecistocephalus och familjen storhuvudjordkrypare. Inga underarter finns listade i Catalogue of Life.